# Franco Baresi
Franco Baresi (8. květen 1960, Travagliato, Itálie) je bývalý italský fotbalový obránce a od roku 2020 je viceprezident klubu AC Milán. Ve své době byl jedním z nejlepších fotbalových obránců na světě. Celá jeho hráčská kariéra byla spjata italským týmem AC Milán, s nimiž vyhrál celkem 19 trofejí. Je vlastníkem šesti titulů v lize (1978/79, 1987/88, 1991/92, 1992/93, 1993/94, 1995/96), čtyř vítězství v italském superpoháru (1988, 1992, 1993, 1994), tří pohárů Ligy mistrů UEFA (1988/89, 1989/90, 1993/94) i evropského superpoháru (1989, 1990, 1994), dvou interkontinentálních pohárů (1989, 1990) a jednoho středoevropského poháru (1981/82). Celkem za Rossoneri odehrál 20 sezon, z toho 15 sezon byl kapitánem. Nastoupil do 719 utkání, což jej řadí na 2. místo v historické tabulce klubu. Se spoluhráči Tassottim a Maldinim a Costacurtou, byli jednou z nejlepších obranných linií v historii fotbalu , což umožnilo klubu AC Milán vytvořit absolutní rekord v po sobě jdoucích zápasech bez porážky (58 zápasů - od 26. 5. 1991 do 14. 3. 1993 ).
Od roku 1982 do roku 1994 hrál za národní tým Itálie, jehož byl čtyři roky kapitánem. Stal mistrem světa v roce 1982 a jako kapitán vicemistrem světa v roce 1994. Také má bronz z MS 1990.
V roce 2004 jej Pelé zařadil mezi 125 nejlepších žijících fotbalistů. V anketě Zlatý míč, která hledala nejlepšího fotbalistu Evropy, se roku 1989 umístil na druhém místě, rok poté na pátém. V roce 2013 byl uveden do síně slávy italského fotbalu 
Dne 16. prosince 1999 u příležitosti 100 letého výročí AC Milán, byl vyhlášen fotbalistou století u Rossoneri.
Jeho bratr Giuseppe Baresi hrával za konkurenční tým Inter.

## Klubová kariéra

### Začátky
Fotbal začal hrát fotbal v raném věku se svými bratry Angelem a Beppem. V patnácti letech šel na konkurz do Interu, týmu, který už naverboval bratra Beppeho, ale byl odmítnut kvůli jeho fyzickým vlastnostem. A tak zkusil konkurz do u konkurenčního Milána. Po třech konkurzech a díky naléhání Guida Settembrina vstoupil do mládežnického týmu Rossoneri.
První utkání odehrál ve věku 17 let 23. dubna 1978 proti Veroně (2:1). Další zápasy odehrál až v následující sezoně, kde odehrál všechna utkání, pomohl klubu k zisku titulu (1978/79). Jenže v roce 1980 vypukl korupční skandál a klub musel do druhé ligy, kterou posléze vyhrál a vrátil se do nejvyšší ligy. První branku za Rossoneri vstřelil v italském poháru 20. srpna 1980 proti Avellinu (1:1). V sezoně 1981/82 musel kvůli nemoci nehrát čtyři měsice a to se projevilo na hře a klub podruhé ve své historii sestoupil. Za rok se opět klub vrátil mezi elitu. To již o něj projevil zájem Juventus, jenže Franco zůstal a ve 22 letech se stal novým kapitánem mužstva.

### Éra Sacchiho
S příchodem prezidenta Berlusconiho a trenéra Sacchiho se Milán změnil. Klub se posílil a vytvořil se tým, který bude několik let vládnou nejen v Itálii, ale i v Evropě. Časopise World Soccer je definoval jako nejsilnější klub všech dob. Začátek však pro něj nebyl jednoduchý, kvůli složitému vztahu s novým trenérem Sacchim. První titul (pro Franca druhý) nového Milána přišel v sezoně 1987/88. V následující sezoně se klub soustředil na pohár PMEZ. Pohár nakonec vyhráli, když ve finále poháru PMEZ 1988/89 vyhráli 4:0 nad Bukurešti. Poté byl i u vítězství o italský superpohár. Po výborné sezoně skončil na 2. místě v anketě o Zlatý míč.
Sezona 1989/90 začala vítězstvím o Superpohár UEFA 1989 a později přidal i Interkontinentální pohár 1989. Také úspěšně obhájil s klubem pohár PMEZ. Ve finále poháru PMEZ 1989/90 vyhráli 1:0 nad Benficou. V lize ale titul nevyhrál. Také prohrál ve finále o italský pohár. V následující sezoně získal opět Superpohár UEFA 1990 i Interkontinentální pohár 1990. V roce 1991 byl klub vyloučen z evropských pohárů. Během tohoto období se vztah mezi hráčem a trenérem zhoršil natolik, že na konci sezóny 1990/91 se jeden z nich musel rozloučit. Nakonec trenér odešel k národnímu týmu.

### Éra Capella
Na lavičku Rossoneri byl dosazen trenér mládeže Fabio Capello. I tady fungoval obranný systém založený za Sacchiho. Získal další čtyři tituly (1991/92, 1992/93, 1993/94, 1995/96), tři italské superpoháry (1992, 1993, 1994) a v sezoně 1993/94 vyhrál Ligu mistrů, i když finále kvůli kartám nehrál.
Dne 6. dubna 1996 odehrál 501 ligový zápas, čímž se vyrovnal Riverovi. Sezona 1996/97 byla jeho poslední. Klubu se nedařilo v lize (11. místo) ani v lize mistrů (zákl. skupina). Dne 19. ledna 1997 odehrál 700 zápas za Rossoneri. Poslední utkání bylo 1. června 1997 proti Cagliari (0:1). Při této příležitosti se klub rozhodl stáhnout – poprvé v historii italského fotbalu – dres s číslem šest, který měl na sobě.

## Po kariéře
Poté, co skončil s fotbalem, okamžitě vstoupil na několik let do manažerských postů v Miláně. V roce 2002 měl krátkou zkušenost jako sportovní ředitel Fulhamu. Zůstal zde ale jen 81 dní, kdy odešel kvůli konfliktům s trenérem Tiganou. Vrátil se do Milána jako trenér týmu Primavera (mládeže), kde nahradil Tassottiho, který se přesunul do role zástupce v prvním týmu. Od 28. října 2020 jej nový vlastník klubu Elliott jmenuje čestným viceprezidentem klubu.

## Hráčská statistika
| Sezóna  | Klub   | Liga    | Liga   | Liga | Ligové poháry | Ligové poháry | Ligové poháry | Kontinentální poháry | Kontinentální poháry | Kontinentální poháry | Celkem | Celkem |
| Sezóna  | Klub   | Soutěž  | Zápasy | Góly | Soutěž        | Zápasy        | Góly          | Soutěž               | Zápasy               | Góly                 | Zápasy | Góly   |
| ------- | ------ | ------- | ------ | ---- | ------------- | ------------- | ------------- | -------------------- | -------------------- | -------------------- | ------ | ------ |
| 1977/78 | Milán  | Serie A | 1      | 0    | IP            | 2             | 0             | -                    | 0                    | 0                    | 3      | 0      |
| 1978/79 | Milán  | Serie A | 30     | 0    | IP            | 4             | 0             | UEFA                 | 6                    | 0                    | 40     | 0      |
| 1979/80 | Milán  | Serie A | 28     | 0    | IP            | 6             | 0             | PMEZ                 | 1                    | 0                    | 35     | 0      |
| 1980/81 | Milán  | Serie B | 31     | 0    | IP            | 4             | 1             | -                    | 0                    | 0                    | 35     | 1      |
| 1981/82 | Milán  | Serie A | 18     | 2    | IP            | 4             | 0             | Stř.P                | 3                    | 2                    | 25     | 4      |
| 1982/83 | Milán  | Serie B | 30     | 4    | IP            | 9             | 2             | -                    | 0                    | 0                    | 39     | 6      |
| 1983/84 | Milán  | Serie A | 21     | 3    | IP            | 9             | 2             | -                    | 0                    | 0                    | 30     | 5      |
| 1984/85 | Milán  | Serie A | 26     | 0    | IP            | 10            | 0             | -                    | 0                    | 0                    | 36     | 0      |
| 1985/86 | Milán  | Serie A | 20     | 0    | IP            | 4             | 0             | UEFA                 | 3                    | 0                    | 27     | 0      |
| 1986/87 | Milán  | Serie A | 29     | 2    | IP            | 6             | 3             | -                    | 0                    | 0                    | 35     | 5      |
| 1987/88 | Milán  | Serie A | 27     | 1    | IP            | 6             | 0             | UEFA                 | 3                    | 0                    | 36     | 1      |
| 1988/89 | Milán  | Serie A | 33     | 2    | IP+IS         | 8+1           | 2+0           | PMEZ                 | 8                    | 0                    | 50     | 7      |
| 1989/90 | Milán  | Serie A | 30     | 1    | IP            | 7             | 4             | PMEZ+ES+IP           | 8+0+1                | 0                    | 46     | 5      |
| 1990/91 | Milán  | Serie A | 31     | 0    | IP            | 1             | 0             | PMEZ+ES+IP           | 3+2+1                | 0                    | 38     | 0      |
| 1991/92 | Milán  | Serie A | 33     | 0    | IP            | 6             | 1             | -                    | 0                    | 0                    | 39     | 1      |
| 1992/93 | Milán  | Serie A | 29     | 0    | IP+IS         | 7+1           | 0             | LM                   | 8                    | 0                    | 45     | 0      |
| 1993/94 | Milán  | Serie A | 31     | 0    | IP+IS         | 0+1           | 0             | LM+ES+IP             | 9+2+1                | 0                    | 44     | 0      |
| 1994/95 | Milán  | Serie A | 28     | 0    | IP+IS         | 0+1           | 0             | LM+ES+IP             | 11+2+1               | 0                    | 43     | 0      |
| 1995/96 | Milán  | Serie A | 30     | 1    | IP            | 3             | 0             | UEFA                 | 7                    | 0                    | 40     | 1      |
| 1996/97 | Milán  | Serie A | 26     | 0    | IP+IS         | 1+1           | 0             | LM                   | 2                    | 0                    | 30     | 0      |
| Celkem  | Celkem | Celkem  | 532    | 16   | -             | 102           | 15            | -                    | 82                   | 2                    | 716    | 33     |

## Reprezentační kariéra
Za reprezentaci odehrál 81 utkání a vstřelil 1 branku. Byl povoláván již ve 20 letech a byl v nominaci na ME 1980 i na
MS 1982, odkud získal zlatou medaili. První utkání odehrál až 4. prosince 1982 proti Rumunsku (0:0). Nedostával příliš příležitostí, protože trenér Bearzot jej měl víc za záložníka než za obránce. Až od roku 1987 se stal nastálo hráčem základní jedenáctky a to díky novému trenéru Vicinim. Bronzovou medaili získal na domácím MS 1990 a za čtyři roky byl stříbrný na MS 1994. Od konce roku 1990 až po poslední utkání 7. září 1994 byl kapitánem. Posledním utkáním bylo proti Slovinsku (1:1).

### Statistika na velkých turnajích
| Reprezentace | Rok     | Zápasy                      | Zápasy | Zápasy    | Zápasy           | Zápasy           | Zápasy            |
| Reprezentace | Rok     | Fáze turnaje                | Datum  | Soupeř    | Odehraných minut | Vstřelené branky | Výsledek          |
| ------------ | ------- | --------------------------- | ------ | --------- | ---------------- | ---------------- | ----------------- |
| Itálie       | ME 1980 | Neodehrál žádné ze 4 utkání |        |           |                  |                  |                   |
| Itálie       | MS 1982 | Neodehrál žádné ze 7 utkání |        |           |                  |                  |                   |
| Itálie       | ME 1988 | 1 zápas ve skupině          | 10. 6. | NSR       | 90               | 0                | 1:1               |
| Itálie       | ME 1988 | 2 zápas ve skupině          | 14. 6. | Španělsko | 90               | 0                | 1:0               |
| Itálie       | ME 1988 | 3 zápas ve skupině          | 17. 6. | Dánsko    | 90               | 0                | 2:0               |
| Itálie       | ME 1988 | Semifinále                  | 22. 6. | SSSR      | 90               | 0                | 0:2               |
| Itálie       | MS 1990 | 1 zápas ve skupině          | 9. 6.  | Rakousko  | 90               | 0                | 1:0               |
| Itálie       | MS 1990 | 2 zápas ve skupině          | 14. 6. | USA       | 90               | 0                | 1:0               |
| Itálie       | MS 1990 | 3 zápas ve skupině          | 19. 6. | ČSSR      | 90               | 0                | 2:0               |
| Itálie       | MS 1990 | Osmifinále                  | 25. 6. | Uruguay   | 90               | 0                | 2:0               |
| Itálie       | MS 1990 | Čtvrtfinále                 | 30. 6. | Irsko     | 90               | 0                | 1:0               |
| Itálie       | MS 1990 | Semifinále                  | 3. 7.  | Argentina | 120              | 0                | 1:1 (3:4) na pen. |
| Itálie       | MS 1990 | O 3. místo                  | 7. 7.  | Anglie    | 90               | 0                | 2:1               |
| Itálie       | MS 1994 | 1 zápas ve skupině          | 18. 6. | Irsko     | 90               | 0                | 0:1               |
| Itálie       | MS 1994 | 2 zápas ve skupině          | 23. 6. | Norsko    | 49               | 0                | 1:0               |
| Itálie       | MS 1994 | Finále                      | 17. 7. | Brazílie  | 120              | 0                | 0:0 (2:3) na pen. |

### Reprezentační gól
| Gól | Datum       | Stadion                  | Soupeř | Skóre (min.) | Výsledek | Soutěž          |
| --- | ----------- | ------------------------ | ------ | ------------ | -------- | --------------- |
| 010 | 20. 2. 1988 | Stadio San Nicola, Bari, | SSSR   | 01:0 0(7.)   | 4:1      | přátelský zápas |

## Hráčské úspěchy

### Klubové
- 6× vítěz 1. italské ligy (1978/79, 1987/88, 1991/92, 1992/93, 1993/94, 1995/96)
- 2× vítěz 2. italské ligy (1980/81, 1982/83)
- 4× vítěz italského superpoháru (1988, 1992, 1993, 1994)
- 3× vítěz Ligy mistrů (1988/89, 1989/90, 1993/94)
- 3× vítěz evropského superpoháru (1989, 1990, 1994)
- 2× vítěz interkontinentálního poháru (1989, 1990)
- 1× vítěz středoevropského poháru (1981/82)

### Reprezentační
- 3× na MS (1982 – zlato, 1990 – bronz, 1994 – stříbro)
- 2× na ME (1980,1988 – bronz)
- 2× na ME 21 (1980, 1982)
- 1x na OH (1984)

### Individuální
- All Stars team na MS 1990
- Guarin d'oro (1989/90)
- člen klubu FIFA 100 (2004)
- člen klubu Golden Foot (2012)
- člen síně slávy italského fotbalu (2013)
- kandidát na Zlatý míč – nejlepší tým (2. místo v roce 2020)

### Vyznamenání
Řád zásluh o Italskou republiku (1991)
 Zlatý límec za sportovní zásluhy (2017)